# Saropogon rubricosus
Saropogon rubricosus är en tvåvingeart som beskrevs av Mario Bezzi 1916. Saropogon rubricosus ingår i släktet Saropogon och familjen rovflugor. Inga underarter finns listade i Catalogue of Life.